# Ланнес, Карлос
Карлос Ланнес (исп. Carlos Lannes; род. 22 февраля 1979, Буэнос-Айрес) — аргентинский лыжник, участник Олимпийских игр в Ванкувере.

## Карьера
В Кубке мира Ланнес не выступал.
На Олимпийских играх 2010 года в Ванкувере был 82-м в гонке на 15 км свободным стилем.
За свою карьеру принимал участие в трёх чемпионатах мира, лучший результат — 92-е место в гонке на 15 км классическим стилем на чемпионате мира 2011 года.